# Collegio di North Somerset
North Somerset è un collegio elettorale inglese situato nel Somerset e rappresentato alla Camera dei comuni del parlamento del Regno Unito. Elegge un membro del parlamento con il sistema maggioritario a turno unico; l'attuale parlamentare è Sadik Al-Hassan del Partito Laburista, che rappresenta il collegio dal 2024.

## Estensione

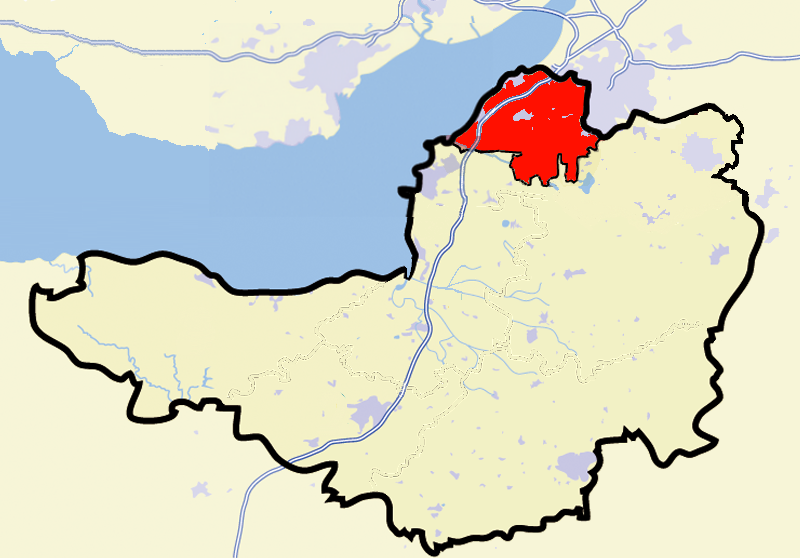
North Somerset dal 2010 al 2024

- 1885–1918: le divisioni sessionali di Keynsham, Long Ashton e Temple Cloud e le parrocchie civili di Binegar, Chilcompton e Midsomer Norton.
- 1950–1983: i distretti urbani di Keynsham, Norton Radstock e Portishead, i distretti rurali di Bathavon e Clutton e parte del distretto rurale di Long Ashton.
- 2010–2024: i ward del distretto di North Somerset di Backwell, Clevedon Central, Clevedon East, Clevedon North, Clevedon South, Clevedon Walton, Clevedon West, Clevedon Yeo, Easton-in-Gordano, Gordano, Nailsea East, Nailsea North and West, Pill, Portishead Central, Portishead Coast, Portishead East, Portishead Redcliffe Bay, Portishead South and North Weston, Portishead West, Winford, Wraxall and Long Ashton, Wrington e Yatton.
- dal 2024: come sopra, ad eccezione del ward di Yatton, trasferito al nuovo collegio di Wells and Mendip Hills.[1]

## Membri del parlamento
| Elezione | Elezione    | Deputato                   | Partito               |
| -------- | ----------- | -------------------------- | --------------------- |
|          | 1885        | Evan Henry Llewellyn       | Conservatore          |
|          | 1892        | Courtenay Warner           | Liberale              |
|          | 1895        | Evan Henry Llewellyn       | Conservatore          |
|          | 1906        | William Henry Bateman Hope | Liberale              |
| 1910     | Joseph King |                            | Liberale              |
|          | 1918        | Collegio abolito           | Collegio abolito      |
|          | 1950        | Collegio ri-istituito      | Collegio ri-istituito |
|          | 1950        | Edwin Leather              | Conservatore          |
| 1964     | Paul Dean   |                            | Conservatore          |
|          | 1983        | Collegio abolito           | Collegio abolito      |
|          | 2010        | Collegio ri-istituito      | Collegio ri-istituito |
|          | 2010        | Liam Fox                   | Conservatore          |
|          | 2024        | Sadik Al-Hassan            | Laburista             |

## Elezioni

### Elezioni negli anni 2020
| Partito                    | Partito                                           | Candidato                  | Risultati 4 luglio 2024 | Risultati 4 luglio 2024 |
| Partito                    | Partito                                           | Candidato                  | Voti                    | %                       |
| -------------------------- | ------------------------------------------------- | -------------------------- | ----------------------- | ----------------------- |
|                            | Laburista                                         | Sadik Al-Hassan            | 19 138                  | 35,59                   |
|                            | Conservatore                                      | Liam Fox                   | 18 499                  | 34,41                   |
|                            | Lib Dem                                           | Ashley Cartman             | 7 121                   | 13,24                   |
|                            | Reform UK                                         | Alexander Kokkinoftas      | 5 602                   | 10,42                   |
|                            | Verdi                                             | Oscar Livesey-Lodwick      | 3 273                   | 6,09                    |
|                            | Workers                                           | Suneil Basu                | 133                     | 0,25                    |
|                            |                                                   |                            |                         |                         |
| Iscritti                   | Iscritti                                          | Iscritti                   | 74 426                  | 100,00                  |
| ↳ Votanti (% su iscritti)  | ↳ Votanti (% su iscritti)                         | ↳ Votanti (% su iscritti)  | 53 766                  | 72,24                   |
| ↳ Astenuti (% su iscritti) | ↳ Astenuti (% su iscritti)                        | ↳ Astenuti (% su iscritti) | 20 660                  | 27,76                   |
|                            |                                                   |                            |                         |                         |
|                            | Esito: collegio passa da Conservatore a Laburista |                            |                         |                         |

### Elezioni negli anni 2010
| Partito                    | Partito                                   | Candidato                  | Risultati 12 dicembre 2019 | Risultati 12 dicembre 2019 |
| Partito                    | Partito                                   | Candidato                  | Voti                       | %                          |
| -------------------------- | ----------------------------------------- | -------------------------- | -------------------------- | -------------------------- |
|                            | Conservatore                              | Liam Fox                   | 32 801                     | 52,86                      |
|                            | Laburista                                 | Hannah Young               | 15 265                     | 24,60                      |
|                            | Lib Dem                                   | Ashley Cartman             | 11 051                     | 17,81                      |
|                            | Verdi                                     | Phil Neve                  | 2 938                      | 4,73                       |
|                            |                                           |                            |                            |                            |
| Iscritti                   | Iscritti                                  | Iscritti                   | 80 194                     | 100,00                     |
| ↳ Votanti (% su iscritti)  | ↳ Votanti (% su iscritti)                 | ↳ Votanti (% su iscritti)  | 62 055                     | 77,38                      |
| ↳ Astenuti (% su iscritti) | ↳ Astenuti (% su iscritti)                | ↳ Astenuti (% su iscritti) | 18 139                     | 22,62                      |
|                            |                                           |                            |                            |                            |
|                            | Esito: collegio confermato a Conservatore |                            |                            |                            |

| Partito                    | Partito                                   | Candidato                  | Risultati 8 giugno 2017 | Risultati 8 giugno 2017 |
| Partito                    | Partito                                   | Candidato                  | Voti                    | %                       |
| -------------------------- | ----------------------------------------- | -------------------------- | ----------------------- | ----------------------- |
|                            | Conservatore                              | Liam Fox                   | 33 605                  | 54,21                   |
|                            | Laburista                                 | Greg Chambers              | 16 502                  | 26,62                   |
|                            | Lib Dem                                   | Richard Foord              | 5 982                   | 9,65                    |
|                            | Indipendente                              | Donald Davies              | 3 929                   | 6,34                    |
|                            | Verdi                                     | Charley Pattison           | 1 976                   | 3,19                    |
|                            |                                           |                            |                         |                         |
| Iscritti                   | Iscritti                                  | Iscritti                   | 80 616                  | 100,00                  |
| ↳ Votanti (% su iscritti)  | ↳ Votanti (% su iscritti)                 | ↳ Votanti (% su iscritti)  | 61 994                  | 76,90                   |
| ↳ Astenuti (% su iscritti) | ↳ Astenuti (% su iscritti)                | ↳ Astenuti (% su iscritti) | 18 622                  | 23,10                   |
|                            |                                           |                            |                         |                         |
|                            | Esito: collegio confermato a Conservatore |                            |                         |                         |

| Partito                    | Partito                                   | Candidato                  | Risultati 7 maggio 2015 | Risultati 7 maggio 2015 |
| Partito                    | Partito                                   | Candidato                  | Voti                    | %                       |
| -------------------------- | ----------------------------------------- | -------------------------- | ----------------------- | ----------------------- |
|                            | Conservatore                              | Liam Fox                   | 31 540                  | 53,51                   |
|                            | Laburista                                 | Greg Chambers              | 8 441                   | 14,32                   |
|                            | UKIP                                      | Ian Kealey                 | 7 669                   | 13,01                   |
|                            | Lib Dem                                   | Marcus Kravis              | 7 486                   | 12,70                   |
|                            | Verdi                                     | David Derbyshire           | 3 806                   | 6,46                    |
|                            |                                           |                            |                         |                         |
| Iscritti                   | Iscritti                                  | Iscritti                   | 80 084                  | 100,00                  |
| ↳ Votanti (% su iscritti)  | ↳ Votanti (% su iscritti)                 | ↳ Votanti (% su iscritti)  | 58 942                  | 73,60                   |
| ↳ Astenuti (% su iscritti) | ↳ Astenuti (% su iscritti)                | ↳ Astenuti (% su iscritti) | 21 142                  | 26,40                   |
|                            |                                           |                            |                         |                         |
|                            | Esito: collegio confermato a Conservatore |                            |                         |                         |

| Partito                    | Partito                                         | Candidato                  | Risultati 6 maggio 2010 | Risultati 6 maggio 2010 |
| Partito                    | Partito                                         | Candidato                  | Voti                    | %                       |
| -------------------------- | ----------------------------------------------- | -------------------------- | ----------------------- | ----------------------- |
|                            | Conservatore                                    | Liam Fox                   | 28 549                  | 49,27                   |
|                            | Lib Dem                                         | Brian Mathew               | 20 687                  | 35,70                   |
|                            | Laburista                                       | Steve Parry-Hearn          | 6 448                   | 11,13                   |
|                            | UKIP                                            | Sue Taylor                 | 2 257                   | 3,90                    |
|                            |                                                 |                            |                         |                         |
| Iscritti                   | Iscritti                                        | Iscritti                   | 77 254                  | 100,00                  |
| ↳ Votanti (% su iscritti)  | ↳ Votanti (% su iscritti)                       | ↳ Votanti (% su iscritti)  | 57 941                  | 75,00                   |
| ↳ Astenuti (% su iscritti) | ↳ Astenuti (% su iscritti)                      | ↳ Astenuti (% su iscritti) | 19 313                  | 25,00                   |
|                            |                                                 |                            |                         |                         |
|                            | Esito: collegio a Conservatore (nuovo collegio) |                            |                         |                         |

## Risultati dei referendum

### Referendum sulla permanenza del Regno Unito nell'Unione europea del 2016
|             | Collegio       | Lasciare UE % | Rimanere in UE % |
| ----------- | -------------- | ------------- | ---------------- |
|             | North Somerset | 47,9%         | 52,1%            |
|             | Inghilterra    | 53,3%         | 46,7%            |
| Regno Unito | 51,9%          | 48,1%         |                  |